# Antananarivo
Antananarivo (in francese: Tananarive, chiamata in genere Tana) è la capitale, nonché la più grande città del Madagascar. È anche capoluogo della provincia di Antananarivo e della regione di Analamanga.

## Geografia fisica

### Territorio
La città è adagiata sul fianco di una lunga e stretta cresta rocciosa che si estende a nord e a sud per circa 4 km. Antananarivo è posta a circa 1275 m sopra il livello del mare e domina su una pianura molto fertile.
È situata a 145 km dalla costa orientale e 215 km a ovest-sud-ovest di Toamasina, il principale porto dell'isola. La città è attraversata dai fiumi Ikopa e Betsiboka e ospita il palazzo che fu la residenza della regina Ranavalona II.

### Clima
Secondo la classificazione dei climi di Köppen, Antananarivo ha un clima subtropicale montano caratterizzato da inverni miti e secchi ed estati calde e piovose. Le precipitazioni annuali avvengono in massima parte tra il mese di novembre e quello di aprile. I giorni di gelo sono rari in città, ma sono più comuni a maggiori altitudini. Le temperature medie massime raggiungono poco meno di 28 °C a gennaio, mentre si abbassano fino a un minimo di circa 10 °C ad agosto.

A titolo di esempio vengono riportati i dati relativi alla temperatura della città (periodo 1971-2000).
| Antananarivo (1971-2000) | Mesi  | Mesi  | Mesi  | Mesi | Mesi | Mesi | Mesi | Mesi | Mesi | Mesi | Mesi  | Mesi  | Stagioni | Stagioni | Stagioni | Stagioni | Anno    |
| Antananarivo (1971-2000) | Gen   | Feb   | Mar   | Apr  | Mag  | Giu  | Lug  | Ago  | Set  | Ott  | Nov   | Dic   | Inv      | Pri      | Est      | Aut      | Anno    |
| ------------------------ | ----- | ----- | ----- | ---- | ---- | ---- | ---- | ---- | ---- | ---- | ----- | ----- | -------- | -------- | -------- | -------- | ------- |
| T. max. media (°C)       | 27,7  | 25,9  | 25,4  | 24,8 | 22,9 | 20,9 | 20,2 | 20,6 | 23,0 | 25,2 | 26,0  | 25,8  | 26,5     | 24,4     | 20,6     | 24,7     | 24,0    |
| T. min. media (°C)       | 16,6  | 16,9  | 16,3  | 15,2 | 12,9 | 10,8 | 10,3 | 10,3 | 11,3 | 13,4 | 15,1  | 16,3  | 16,6     | 14,8     | 10,5     | 13,3     | 13,8    |
| Precipitazioni (mm)      | 270,4 | 256,9 | 183,1 | 50,5 | 20,1 | 7,2  | 11,1 | 15,0 | 9,5  | 66,6 | 170,8 | 304,1 | 831,4    | 253,7    | 33,3     | 246,9    | 1 365,3 |
| Giorni di pioggia        | 18    | 17    | 17    | 9    | 6    | 6    | 8    | 9    | 4    | 8    | 14    | 20    | 55       | 32       | 23       | 26       | 136     |

## Origini del nome
Antananarivo si trova dove in passato era situata la città di Analamanga, che nel dialetto malgascio degli Altopiani Centrali del Madagascar significa "foresta blu". Analamanga fu fondata da una comunità di Vazimba, i primi abitanti dell'isola. Secondo la tradizione orale il re dei Merina Andrianjaka conquistò la città nel 1610 con una guarnigione di mille uomini per presidiarla e renderla la nuova capitale del regno. Analamanga mantenne il suo nome fino al regno di Andriamasinavalona, che la rinominò Antananarivo ("città dei mille guerrieri") in onore dei soldati di Andrianjaka.

## Storia

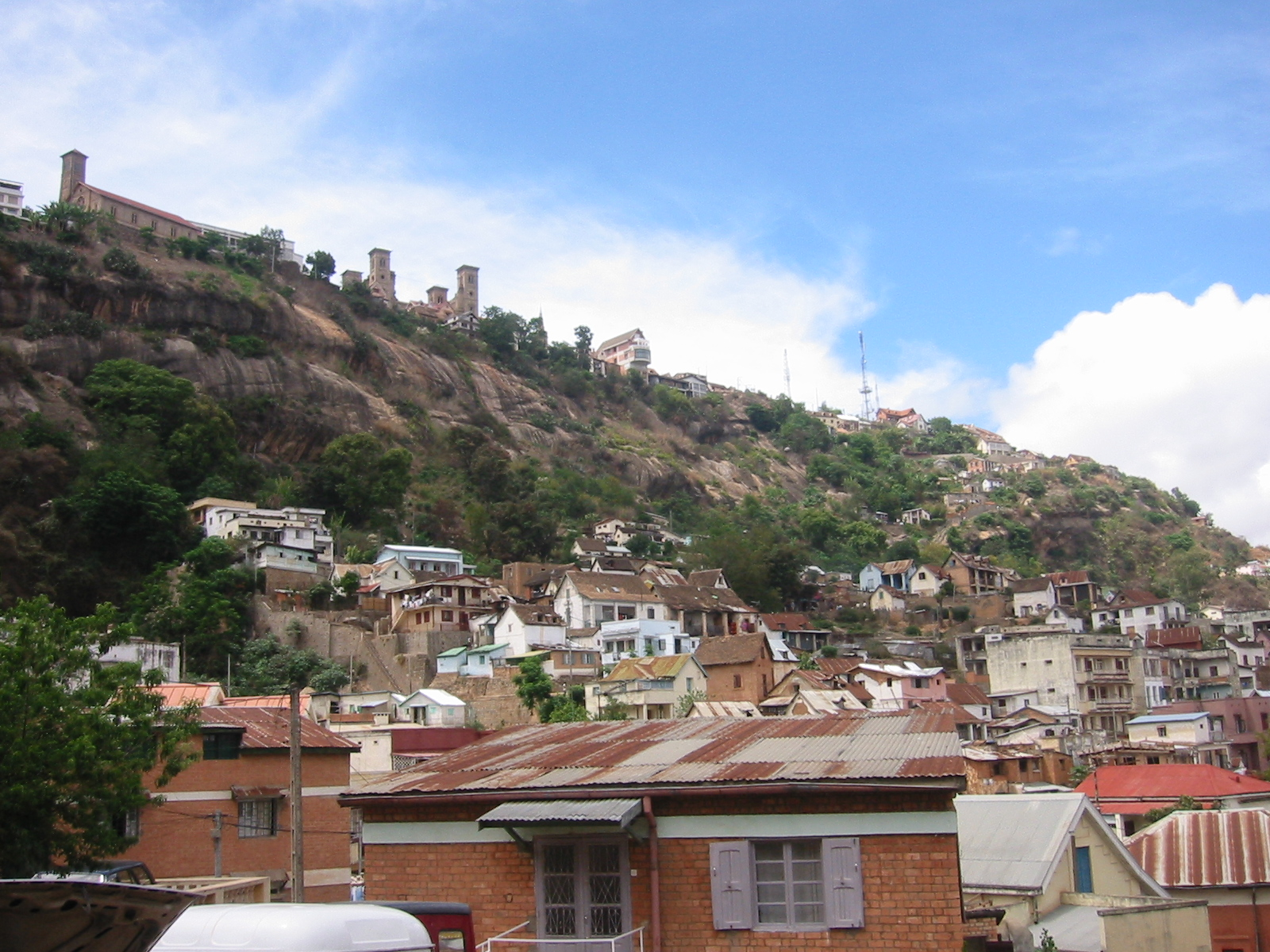
Panorama verso il palazzo reale, Rova.

Differentemente da altre capitali del meridione dell'Africa, Antananarivo fu una grande città già prima dell'età coloniale. Dopo l'espulsione dei Vazimba (che fondarono la città e si stabilirono anche sulla collina di Analamanga) da parte del re Andrianjaka, fu scelta come luogo di costruzione del rova, un complesso fortificato ampliato successivamente per contenere le tombe della nobiltà del regno e includere il palazzo reale. L'anno della fondazione della città è incerto: le fonti si dividono tra il 1610 e il 1625. I primi re dei Merina fecero costruire tramite il fanampoana (lavori forzati) un enorme sistema di dighe e risaie intorno alla città per garantire riserve adeguate di cibo alla crescente popolazione. La più grande delle risaie, Betsimitatatra, continua assieme alle altre a produrre riso. 

Analamanga continuò a far parte del regno dei Merina durante il successivo regno di Andriamasinavalona. Durante il suo regno alla città venne dato il nuovo nome di Antananarivo e fu costruita la piazza di Andohalo, dove da quel momento tutti i sovrani avrebbero tenuto i loro discorsi e annunci di fronte al popolo. I nomi assegnati a molte località all'interno della città si basarono su nomi di siti analoghi del vicino villaggio di Antananarivokely. Andriamasinavalona divise il territorio tra i due ceti sociali del tempo: gli hova (la gente comune) abitarono i quartieri della città e gli andriana (i nobili) le campagne che la circondavano. Queste divisioni territoriali vennero fatte osservare rigorosamente: a ogni individuo era richiesto vivere nel territorio assegnatogli e di non risiedere in quello assegnato all'altro ceto per lunghi periodi. Vennero inoltre imposti numerosi fady (proibizioni) che vietarono la presenza di suini all'interno della città e la costruzione di case in legno agli individui privi di un titolo nobiliare.

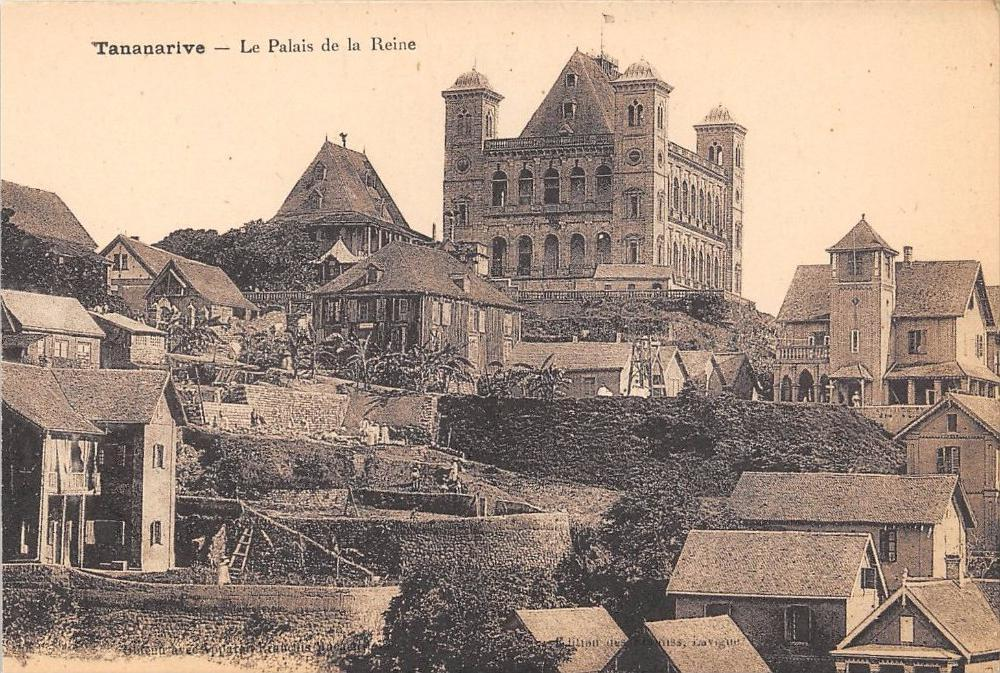
Il palazzo della regina, Rova (1895)

In seguito divenne anche capitale della colonia francese.
Per molti anni è stata la principale città della casta degli "uomini liberi" Hova. Nel 1793 è stata dichiarata capitale del regno Merina. Con le conquiste del re Radama I, Antananarivo divenne la capitale di quasi tutto il Madagascar.
Fino al 1869 tutti gli edifici della città erano costruiti prevalentemente con legno o giunchi, ma anche allora in città erano presenti vari palazzi di notevoli dimensioni. La costruzione più grande era alta 37 metri. Queste costruzioni coronavano la sommità della parte centrale del crinale roccioso, e il palazzo più grande, con il suo tetto alto e le sue torri, è visibile da ogni punto della città. 
Dopo l'introduzione della pietra e dei mattoni, l'intera città è stata ricostruita e ora contiene numerose strutture in stile europeo, compresi i palazzi reali, le case appartenenti all'ex primo ministro, la residenza francese, la cattedrale cattolica e quella anglicana e diverse chiese in pietra.

### Monumenti
- Ambohimanga
- Il palazzo della Regina (Rova), con le tombe dei sovrani e la cappella reale
- Stazione ferroviaria di Soarano
- Cattedrale cattolica di Andohalo
- Chiesa di Faravohitra
- Moschea Sunni
- Palazzo Ambohitsoroitra
- Palazzo di Andafiavaratra
- Teatro reale
- Tomba del primo ministro

### Antananarivo oggi
Antananarivo è stata conquistata dai francesi nel 1895 e incorporata nel loro protettorato di Madagascar. A seguito della conquista francese, la città, che contava una popolazione di circa 100.000 abitanti, si è ampliata arrivando a toccare le 175.000 unità dal 1950. Antananarivo ha subito grandi trasformazioni urbanistiche. Sono state realizzate nuove strade a tutti i lati dell'area urbana.
Dopo l'indipendenza nel 1960 il ritmo di crescita è aumentato rapidamente. La popolazione della città ha raggiunto la cifra di 1,4 milioni.
La città è custodita da due fortezze costruite, rispettivamente, una sulle colline a est e una a sud-ovest. Oltre alle già citate cattedrali, ospita circa cinquanta chiese, così come una moschea musulmana. Antananarivo è sede del campus dell'Università del Madagascar e del Collège rural d'Ambatobe.
Antananarivo, già organizzatrice della terza edizione dei Giochi della Francofonia, è stata scelta come sede del XIII summit dell'Organizzazione Internazionale della Francofonia, nel 2010.

## Infrastrutture e trasporti
È il più importante nodo di comunicazione della nazione a livello stradale, ferroviario e aeroportuale.
È collegata al resto del paese da alcune delle più importanti strade nazionali quali la RN 1, che la collega a Analavory a ovest, la RN 2, che la collega a Toamasina a est, la RN 3, che arriva sino al Lago Alaotra a nord-est, la RN 4, che la collega a Mahajanga a nord-ovest e la RN 7, lunga 980 km, che la collega a Toliara a sud-ovest.
È il capolinea della linea ferroviaria Tananarive-Côte Est (TCE) e della Tananarive-Antsirabe (TA).
L'aeroporto di Antananarivo-Ivato è lo scalo maggiore dell'isola, e funge da hub per la compagnia di bandiera Air Madagascar.

## Amministrazione

### Gemellaggi
- Fontenay-aux-Roses, dal 2003
- Suzhou, dal 2004
- Erevan, dal 2004

## Galleria d'immagini

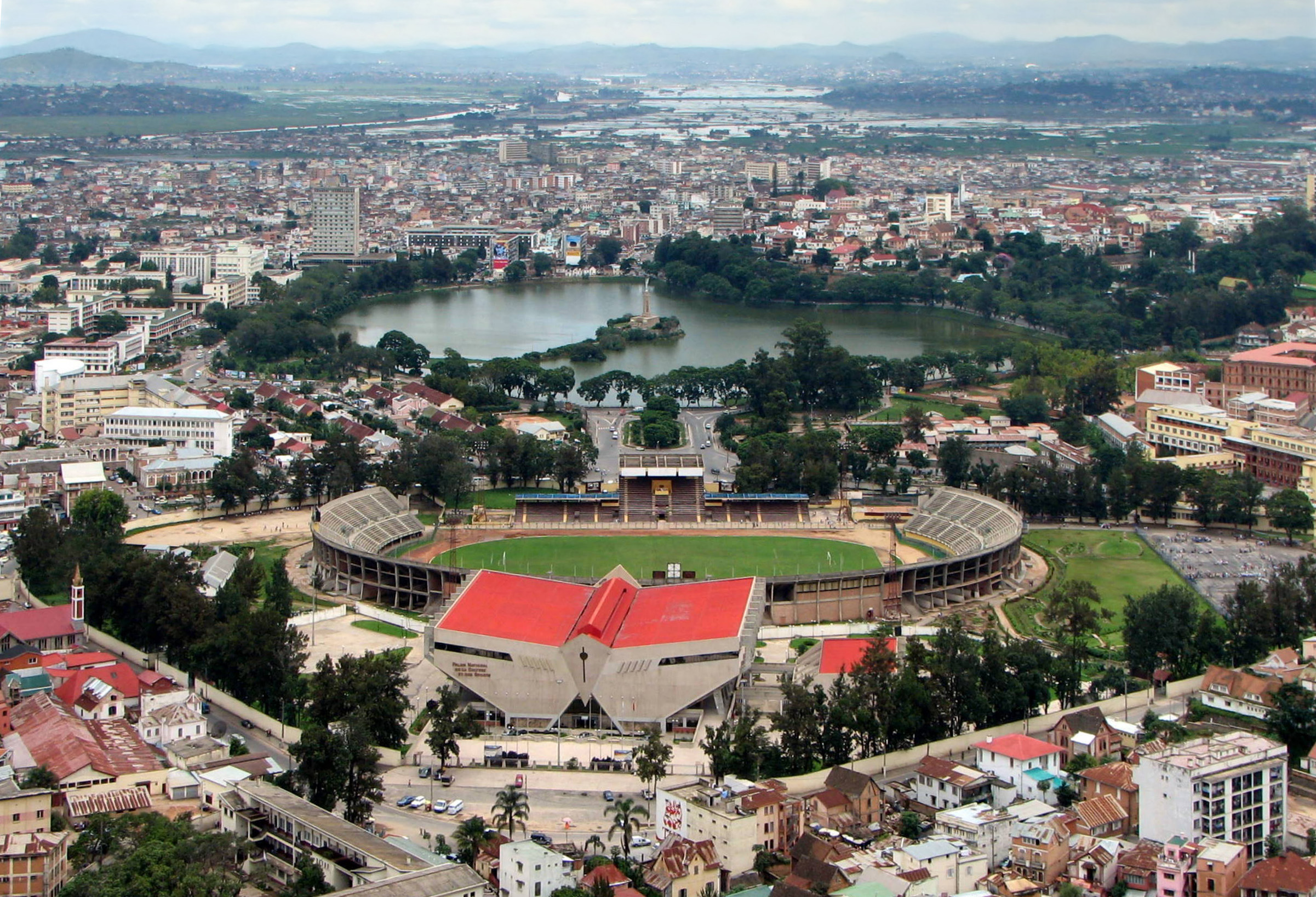
Lago Anosy
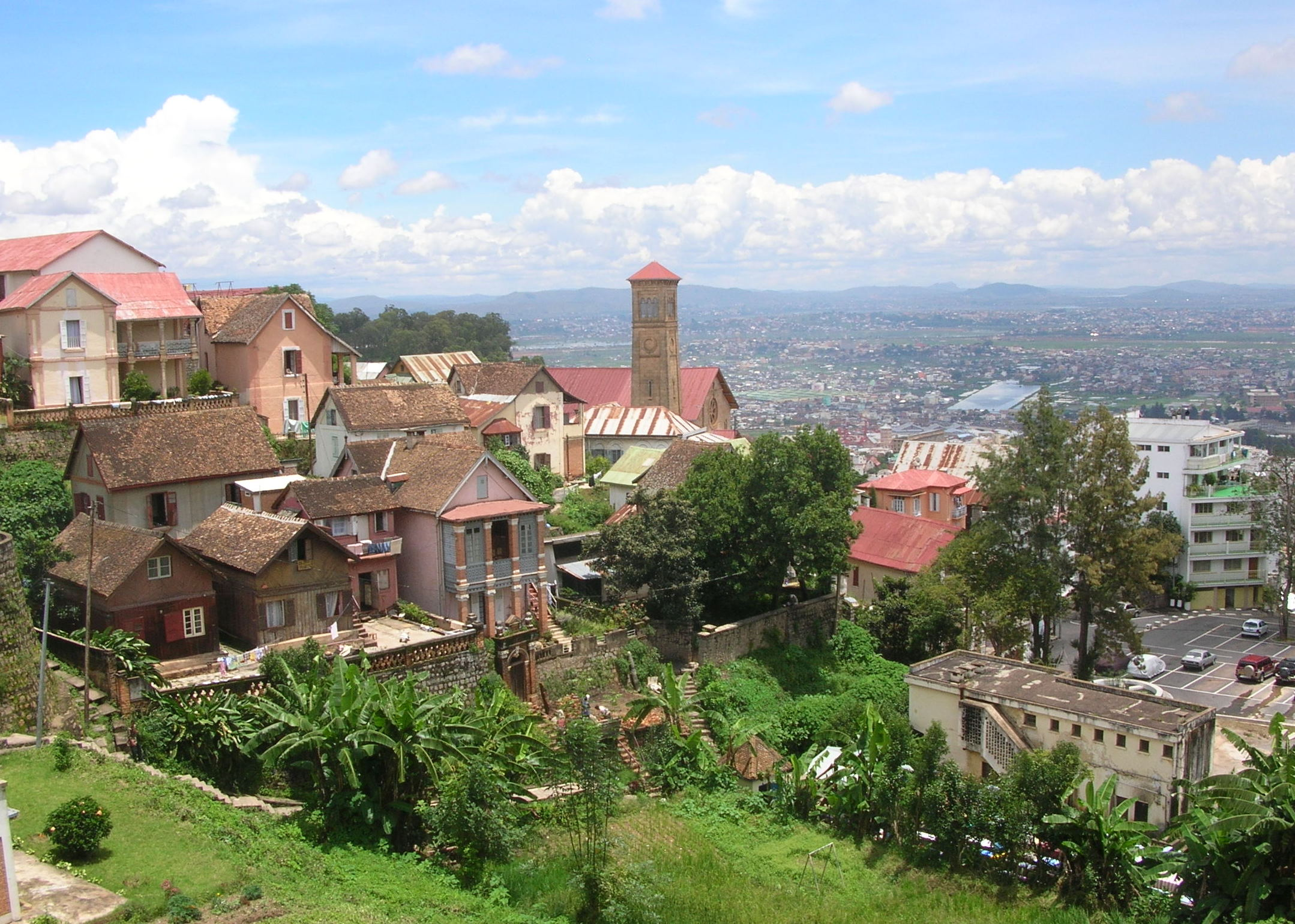
La città alta
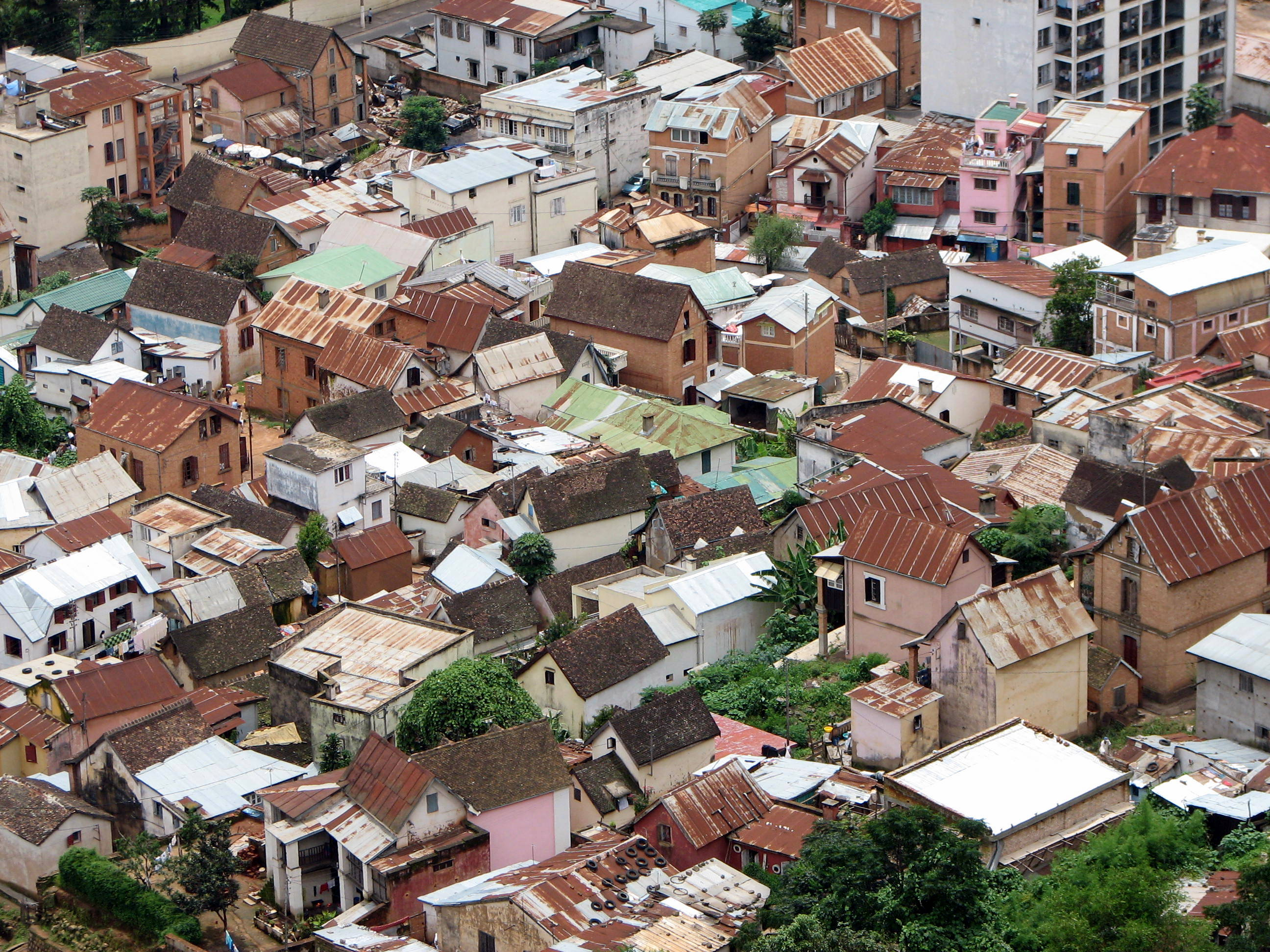
Abitazioni
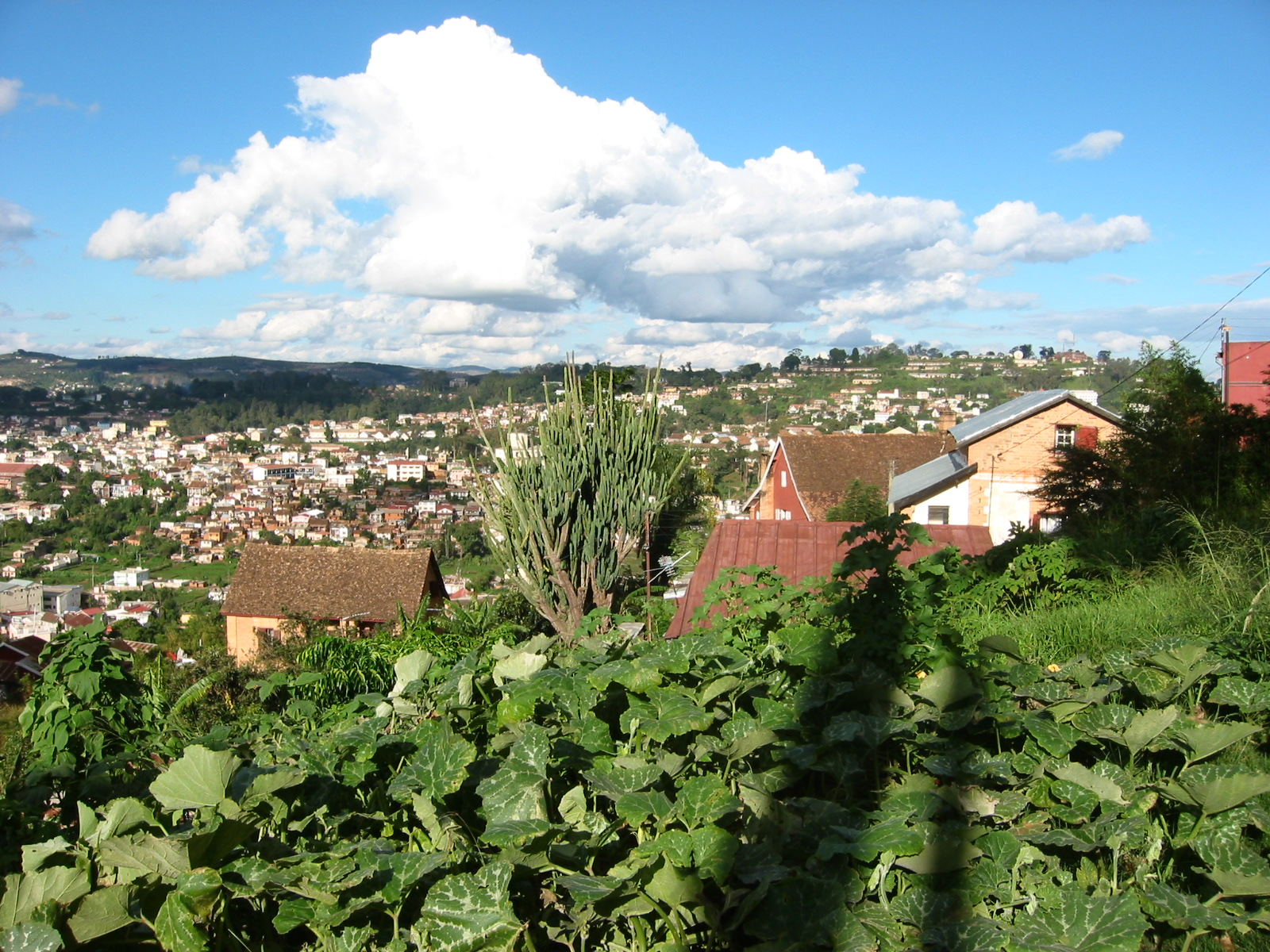
Antananarivo
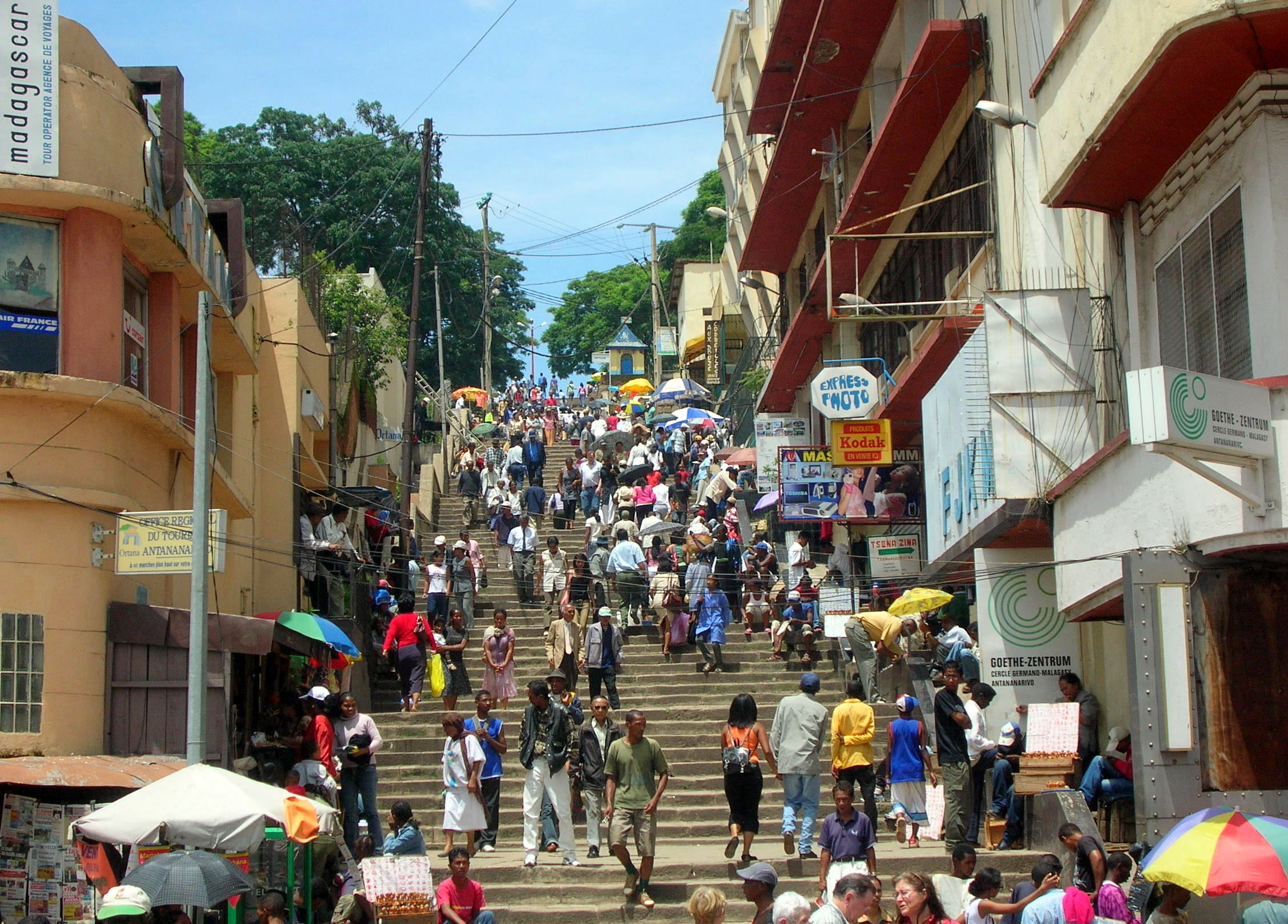
Scalinata che conduce in Piazza Indipendenza
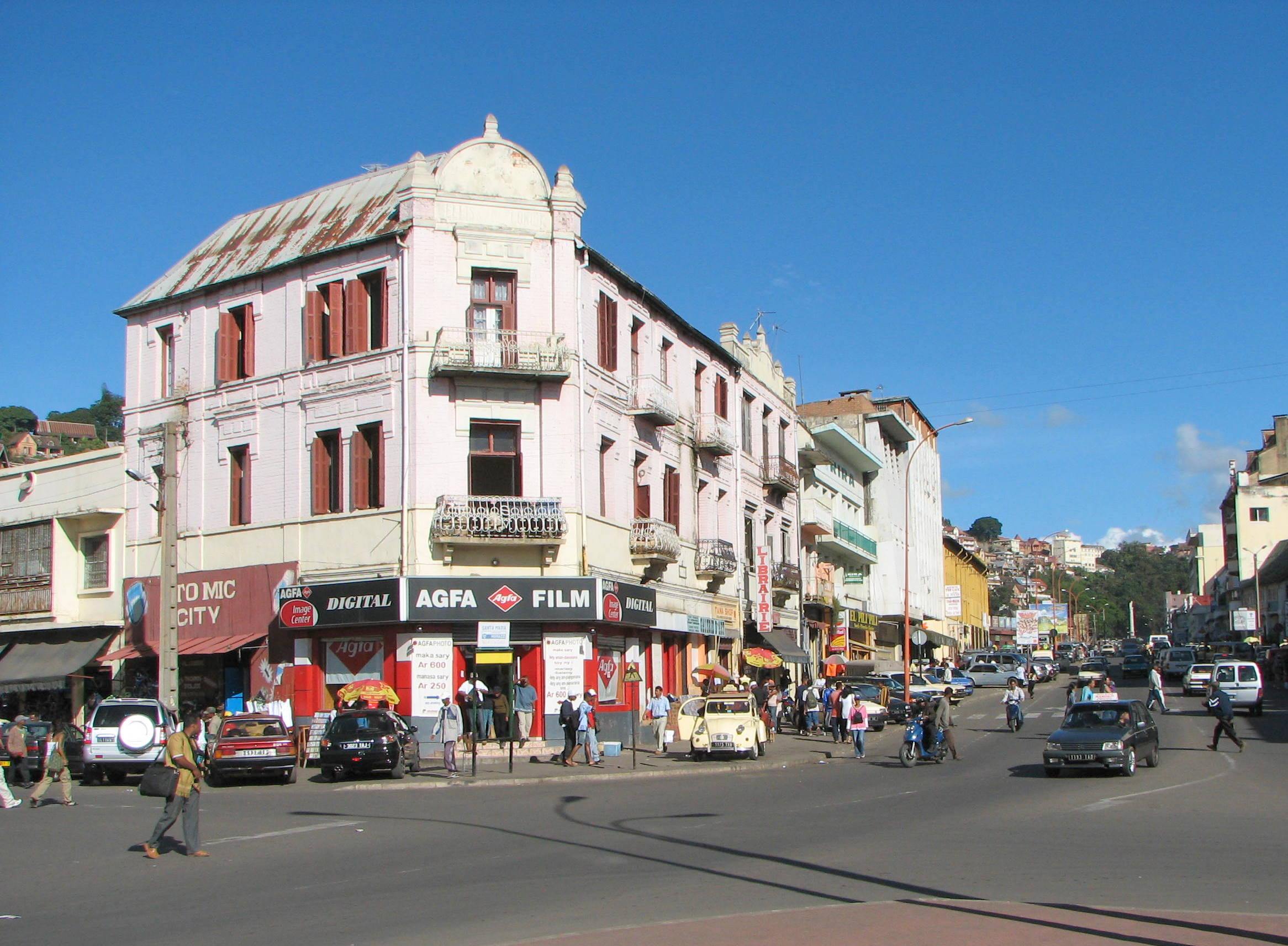
Corso Indipendenza
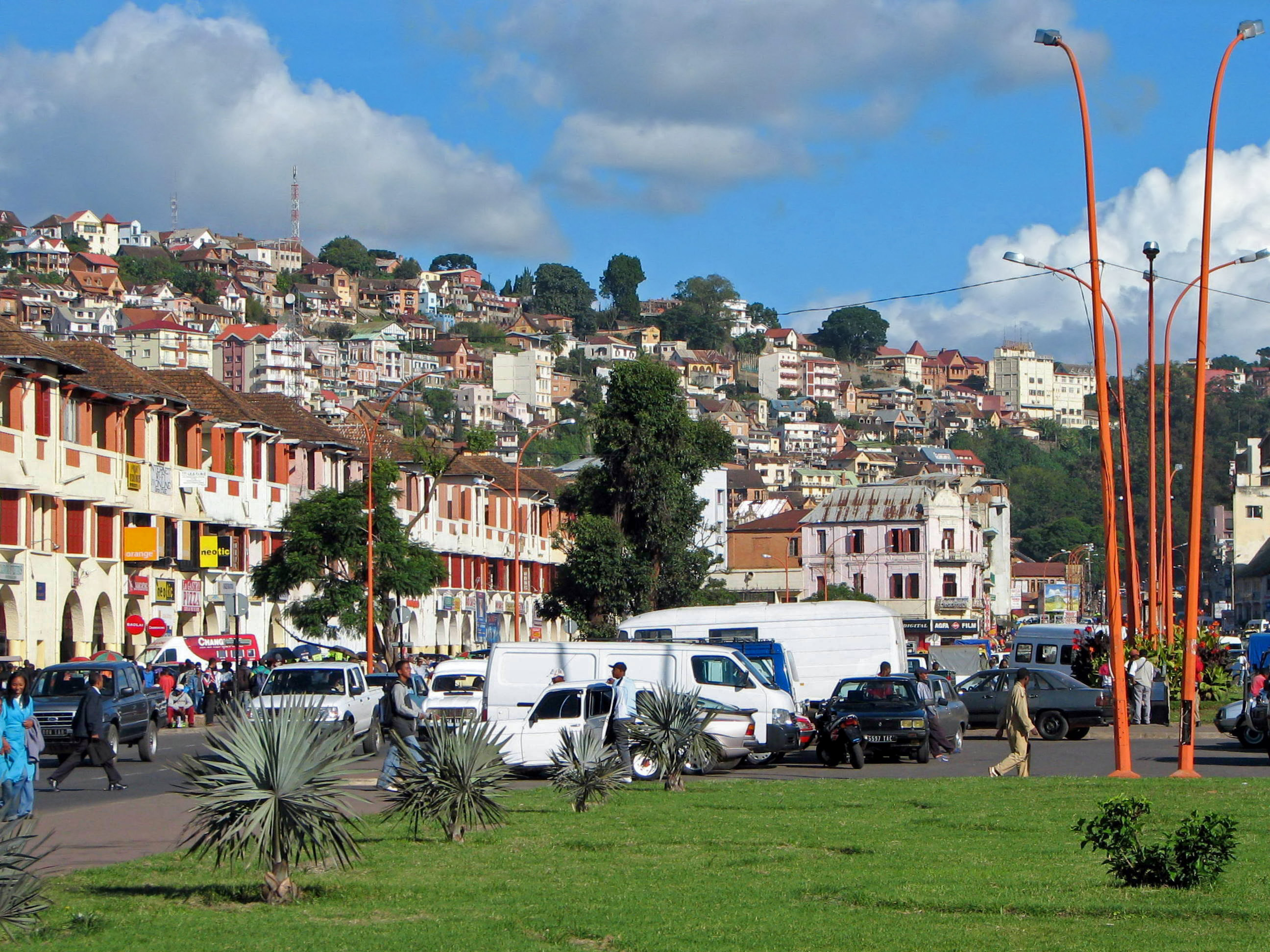
Corso Indipendenza
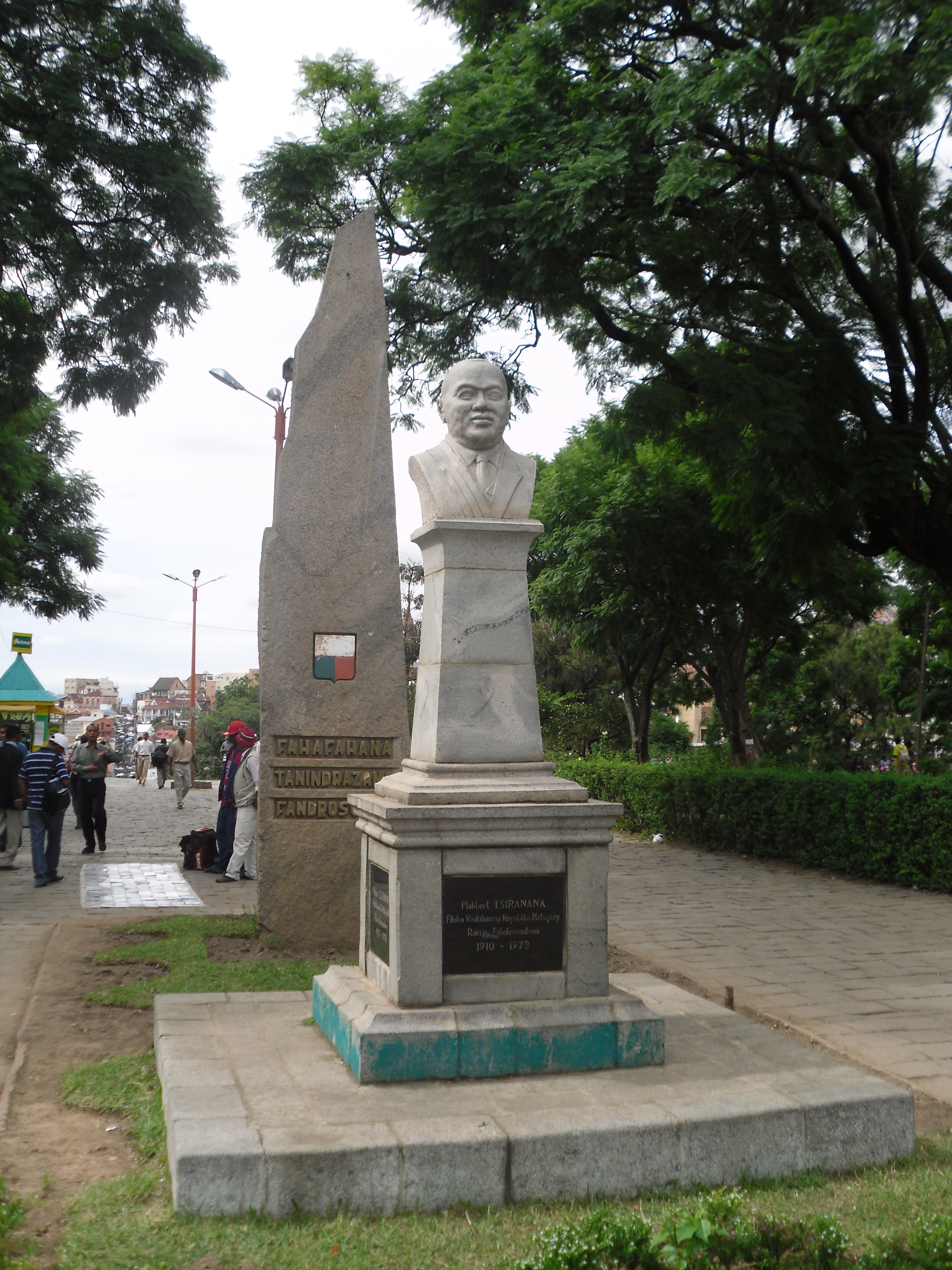
Monumento a Tsiranana eretto ad Antananarivo
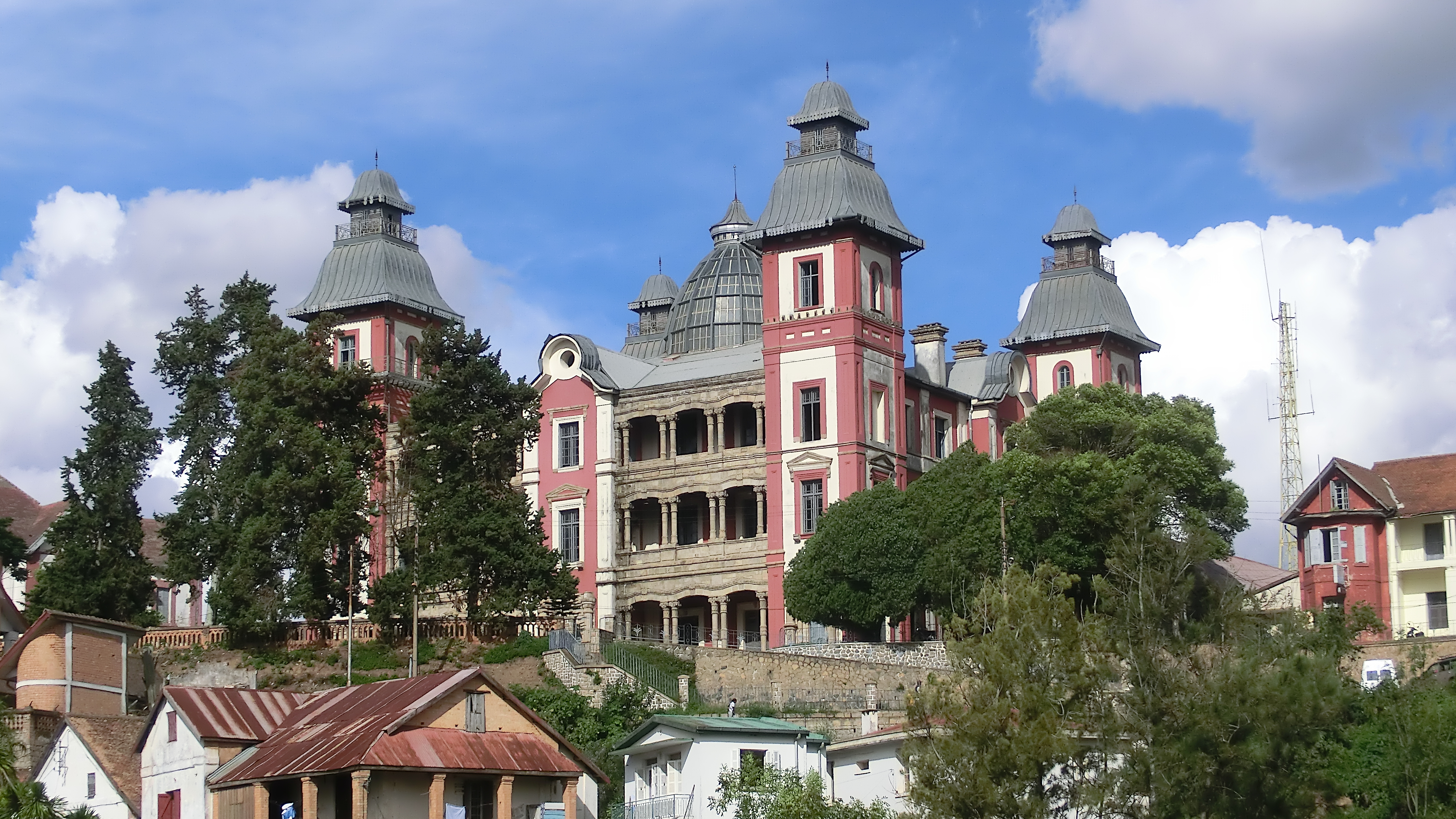
Palazzo di Andafiavaratra

### In italiano
- Madagascar - Guide Routard, Touring Editore, 2004, ISBN 9788836530212.

### In inglese
- (EN) Kevin Shillington, Encyclopedia of African History, vol. 1, Taylor & Francis, 2005, ISBN 9781579582456.
- (EN) Annick Desmonts, Madagascar, Olizane, 2010, ISBN 9782880863876.
- (EN) Samuel Pasfield Oliver, Madagascar: An Historical and Descriptive Account of the Island and Its Former Dependencies, vol. 1, Macmillan, 1886.

### In francese
- (FR) Notes, reconnaissances et explorations, vol. 4, Imprimerie officielle, 1898.
- (FR) François Callet, Tantara ny Andriana eto Madagascar, Imprimerie officielle, 1908.
- (FR) Jean-Louis Acquier, Architectures de Madagascar, Arthaud, 1997, ISBN 9782701312071.
- (FR) Madagascar: Profil urbain d'Antananarivo (PDF), 2012, ISBN 9789211324723.